# 陳大年 (1898年)
陈大年（1898年—1951年），字昌震，男，福建福州胪雷人，中华民国政治人物。海军上将陈绍宽族侄。

## 生平
其早年毕业于福州英华书院。曾任福州邮务工会负责人、福州市总工会理事长、全国邮务总工会执行委员。1942年当选福州市参议会参议员，1947年当选第一届国民大会代表。